# チャレンジリーグ (バレーボール)の成績一覧
チャレンジリーグの成績一覧（チャレンジリーグのせいせきいちらん）は、1998年から2014/15シーズンまで毎年開催されたバレーボールVチャレンジリーグ（旧V1リーグ）の成績一覧である。2015/16シーズンからはV・チャレンジリーグの2部化に伴い、V・チャレンジリーグIの成績一覧及びV・チャレンジリーグIIの成績一覧を参照のこと。

## 男子

### リーグ順位
- ■はプレミアリーグ（Vリーグ）への昇格チーム
- ■は入れ替え戦の結果下部リーグへの降格チーム
- ■は入れ替え戦の結果残留したチーム
- ■は2015/16よりチャレンジリーグIIへの参入が決定したチーム
- ■は休部・廃部チーム

#### V1リーグ
| 回 / シーズン    | 1位             | 2位            | 3位            | 4位            | 5位             | 6位            | 7位                   | 8位          |
| ---------------- | --------------- | -------------- | -------------- | -------------- | --------------- | -------------- | --------------------- | ------------ |
| 第1回（1998/99） | 日立国分        | NTT東北        | NTT中国        | NCI            | デンソー        | 東京ガス       | TOYO TIRE             | トヨタ自動車 |
| 第2回（1999/00） | NCI             | 日立国分       | NTT宮城        | 東京ガス       | NTT西日本 中国  | TOYO TIRE      | 警視庁                | トヨタ自動車 |
| 第3回（2000/01） | 豊田合成        | NTT東日本 宮城 | 東京ガス       | TOYO TIRE      | 警視庁          | NTT西日本 中国 | 松下電工              | NTT神奈川    |
| 第4回（2001/02） | 豊田合成        | TOYO TIRE      | 東京ガス       | NTT東日本 宮城 | 警視庁          | トヨタ自動車   | NTT西日本 中国        | 松下電工     |
| 第5回（2002/03） | 東京ガス        | 東京ヴェルディ | トヨタ自動車   | TOYO TIRE      | 豊田工機        | 警視庁         | NTT神奈川             | 大同特殊鋼   |
| 第6回（2003/04） | FC東京          | 警視庁         | 東京ヴェルディ | TOYO TIRES     | 豊田工機        | トヨタ自動車   | 大同特殊鋼            | -            |
| 第7回（2004/05） | FC東京          | 東京ヴェルディ | TOYO TIRES     | 警視庁         | 三好循環器科EKG | 豊田工機       | トヨタ自動車          | 大同特殊鋼   |
| 第8回（2005/06） | 三好循環器科EKG | 東京ヴェルディ | FC東京         | ジェイテクト   | 警視庁          | 大同特殊鋼     | 近畿クラブ スフィーダ | トヨタ自動車 |

#### チャレンジリーグ
| シーズン | 1位                 | 2位                 | 3位                 | 4位                 | 5位                 | 6位           | 7位                   | 8位                   | 9位                   | 10位              | 11位                  | 12位            |
| -------- | ------------------- | ------------------- | ------------------- | ------------------- | ------------------- | ------------- | --------------------- | --------------------- | --------------------- | ----------------- | --------------------- | --------------- |
| 2006 /07 | FC東京              | 東京 ヴェルディ     | ジェイテクト        | つくば ユナイテッド | 富士通              | 警視庁        | 大同特殊鋼            | 近畿クラブ スフィーダ | トヨタ 自動車         | -                 | -                     | -               |
| 2007 /08 | FC東京              | 警視庁              | つくば ユナイテッド | 東京 ヴェルディ     | ジェイテクト        | 富士通        | 大同特殊鋼            | 近畿クラブ スフィーダ | 阪神 デルフィーノ     | トヨタ 自動車     | -                     | -               |
| 2008 /09 | FC東京              | 富士通              | ジェイテクト        | つくば ユナイテッド | 東京 ヴェルディ     | 大同特殊鋼    | 近畿クラブ スフィーダ | 警視庁                | きんでん              | 阪神 デルフィーノ | トヨタ 自動車         | 東京 トヨペット |
| 2009 /10 | ジェイテクト        | 富士通              | つくば ユナイテッド | 東京 ヴェルディ     | 大同特殊鋼          | きんでん      | 警視庁                | 阪神 デルフィーノ     | 近畿クラブ スフィーダ | トヨタ 自動車     | 東京 トヨペット       | -               |
| 2010 /11 | ジェイテクト        | 富士通              | つくば ユナイテッド | 東京 ヴェルディ     | 大同特殊鋼          | 警視庁        | 阪神 デルフィーノ     | 近畿クラブ スフィーダ | きんでん              | トヨタ 自動車     | 東京 トヨペット       | -               |
| 2011 /12 | つくば ユナイテッド | ジェイテクト        | 富士通              | 警視庁              | 東京 ヴェルディ     | 大同特殊鋼    | 阪神 デルフィーノ     | きんでん              | 近畿クラブ スフィーダ | トヨタ 自動車     | 東京 トヨペット       | -               |
| 2012 /13 | ジェイテクト        | つくば ユナイテッド | 警視庁              | 富士通              | 東京 ヴェルディ     | 大同特殊鋼    | 近畿クラブ スフィーダ | 兵庫 デルフィーノ     | きんでん              | トヨタ 自動車     | 東京 トヨペット       | -               |
| 2013 /14 | 警視庁              | 大分三好            | つくば ユナイテッド | 富士通              | 東京 ヴェルディ     | 大同特殊鋼    | きんでん              | トヨタ 自動車         | 近畿クラブ スフィーダ | 兵庫 デルフィーノ | 東京 トヨペット       | -               |
| 2014 /15 | 大分三好            | 富士通              | 警視庁              | 大同特殊鋼          | つくば ユナイテッド | トヨタ 自動車 | 東京 ヴェルディ       | 埼玉 アザレア         | きんでん              | 兵庫 デルフィーノ | 近畿クラブ スフィーダ | 東京 トヨペット |

### 個人賞

#### V1リーグ
| 回 / シーズン    | 最優秀/最高殊勲選手賞           | 殊勲賞                         | 敢闘賞                      | 新人賞                      | 得点王                                            | スパイク賞                   | ブロック賞                      | サーブ賞                                        | サーブレシーブ賞          |
| ---------------- | ------------------------------- | ------------------------------ | --------------------------- | --------------------------- | ------------------------------------------------- | ---------------------------- | ------------------------------- | ----------------------------------------------- | ------------------------- |
| 第1回（1998/99） | 石川剛 （日立国分）             | 清水利公 （日立国分）          | 松沢宏一 （NTT東北）        | 桐生志康 （日立国分）       | 石川具生 （デンソー）                             | 坂本雄一郎 （日立国分）      | 金森将司 （東京ガス）           | 騰茂民 （日立国分）                             | -                         |
| 第2回（1999/00） | 宮本守 （NCI）                  | 劉富俊 （NCI）                 | 立石武史 （日立国分）       | 小内崇行 （NCI）            | 堀江賢司 （警視庁）                               | 坂本雄一郎 （日立国分）      | 沢渡大智 （東京ガス）           | 伊東克明 （東京ガス）                           | -                         |
| 第3回（2000/01） | ガチン・オレクセイ （豊田合成） | 鳥居聖史 （豊田合成）          | 吉原一行 （NTT東日本）      | 服部亮二 （豊田合成）       | 椎名紀博 （TOYO TIRE）                            | 遠藤勝美 （NTT東日本）       | 佐藤和夫 （豊田合成）           | ガチン・オレクセイ （豊田合成）                 | 長屋裕 （豊田合成）       |
| 第4回（2001/02） | 矢野裕範 （豊田合成）           | 島野俊一 （豊田合成）          | 迫井友浩 （TOYO TIRE）      | 福田誉 （東京ガス）         | マックス・ジェファーソン・ペレイラ （豊田合成）晋 | 鈴木康晋 （豊田合成）        | 戸石川徳人 （トヨタ自動車）     | マックス・ジェファーソン・ペレイラ （豊田合成） | 小内崇行 （警視庁）       |
| 第5回（2002/03） | 福田誉 （東京ガス）             | 伊東克明 （東京ガス）          | 高橋洋史 （東京ヴェルディ） | 益永泰裕 （東京ガス）       | 甲斐啓祐 （トヨタ自動車）                         | 益永泰裕 （東京ガス）        | サムエル・フランコ （豊田工機） | 甲斐啓祐 （トヨタ自動車）                       | 小内崇行 （警視庁）       |
| 第6回（2003/04） | 伊東克明 （FC東京）             | 坂本将康 （FC東京）            | 池ノ上宏之 （警視庁）       | 小松高則 （東京ヴェルディ） | 小松高則 （東京ヴェルディ）                       | 大庭健裕 （FC東京）          | 福田健太 （警視庁）             | 高橋幸造 （TOYO TIRES）                         | 小内純志 （トヨタ自動車） |
| 第7回（2004/05） | 伊東克明 （FC東京）             | 高橋賢行 （FC東京）            | 濱口純一 （東京ヴェルディ） | 若山智昭 （TOYO TIRES）     | 渡辺友嗣 （東京ヴェルディ）                       | 菊池孝一 （東京ヴェルディ）  | 福田健太 （警視庁）             | 高橋幸造 （TOYO TIRES）                         | 小内純志 （トヨタ自動車） |
| 第8回（2005/06） | 小川貴史 （三好循環器科EKG）    | 小西健太郎 （三好循環器科EKG） | 濱口純一 （東京ヴェルディ） | 山内隆宏 （FC東京）         | 小川貴史 （三好循環器科EKG）                      | 大嶋厚司 （三好循環器科EKG） | 福田健太 （警視庁）             | 王晨 （三好循環器科EKG）                        | 福田誉 （FC東京）         |

#### チャレンジリーグ
| シーズン | 優勝監督賞                      | 最優秀/最高殊勲選手賞             | 敢闘賞                        | 新人賞                          | 得点王                            | スパイク賞                      | ブロック賞                  | サーブ賞                  | サーブレシーブ賞                |
| -------- | ------------------------------- | --------------------------------- | ----------------------------- | ------------------------------- | --------------------------------- | ------------------------------- | --------------------------- | ------------------------- | ------------------------------- |
| 2006/07  | 金澤正明 （FC東京）             | 福田誉 （FC東京）                 | 飯塚俊彦 （東京ヴェルディ）   | 阿部篤史 （FC東京）             | 若山智昭 （大同特殊鋼）           | 大庭健裕 （FC東京）             | 金丸晃大 （ジェイテクト）   | 上道映人 （トヨタ自動車） | 濱口純一 （東京ヴェルディ）     |
| 2007/08  | 金澤正明 （FC東京）             | 福田誉 （FC東京）                 | 松本幸博 （警視庁）           | 大木貴之 （つくばユナイテッド） | 若山智昭 （大同特殊鋼）           | 石川健 （つくばユナイテッド）   | 加賀龍哉 （FC東京）         | 上道映人 （トヨタ自動車） | 赤城貴雅 （つくばユナイテッド） |
| 2008/09  | 吉田清司 （FC東京）             | 山本雄史 （FC東京）               | 岩井浩二 （富士通）           | 辰巳佳靖 （大同特殊鋼）         | 倉田真 （大同特殊鋼）             | 山本雄史 （FC東京）             | 金丸晃大 （ジェイテクト）   | 松原広輔 （ジェイテクト） | 松本幸博 （警視庁）             |
| 2009/10  | 泉川正幸 （ジェイテクト）       | 高橋慎治 （ジェイテクト）         | 岩井浩二 （富士通）           | 中川剛 （富士通）               | 辰巳佳靖 （大同特殊鋼）           | 小松高則 （ジェイテクト）       | 金丸晃大 （ジェイテクト）   | 松原広輔 （ジェイテクト） | 石川俊輔 （警視庁）             |
| 2010/11  | 長井浩二 （ジェイテクト）       | 石田敬喜 （ジェイテクト）         | 勝田祥平 （富士通）           | 出耒田敬 （つくばユナイテッド） | 中島俊介 （東京ヴェルディ）       | 出耒田敬 （つくばユナイテッド） | 清水大輔 （警視庁）         | 小林雅也 （大同特殊鋼）   | 石川俊輔 （警視庁）             |
| 2011/12  | 都沢凡夫 （つくばユナイテッド） | 加藤陽一 （つくばユナイテッド）   | 小松高則 （ジェイテクト）     | 平野晃多 （大同特殊鋼）         | 辰巳佳靖 （大同特殊鋼）           | 金丸晃大 （ジェイテクト）       | 平野晃多 （大同特殊鋼）     | 松原広輔 （ジェイテクト） | 石川俊輔 （警視庁）             |
| 2012/13  | 長井浩二 （ジェイテクト）       | 松原広輔 （ジェイテクト）         | 吉野淳 （つくばユナイテッド） | 根布屋匡史 （東京ヴェルディ）   | 辰巳佳靖 （大同特殊鋼）           | 椿山竜介 （つくばユナイテッド） | 溝口信二 （東京ヴェルディ） | 松原広輔 （ジェイテクト） | 吉野淳 （つくばユナイテッド）   |
| 2013/14  | 溝口正一 （警視庁）             | 石川俊輔 （警視庁）               | 細川優樹 （大分三好）         | 横田圭祐 （富士通）             | 瀧澤陽紀 （つくばユナイテッド）   | 松野昭博 （富士通）             | 横田圭祐 （富士通）         | 栗木勇 （東京ヴェルディ） | 石川俊輔 （警視庁）             |
| 2014/15  | 小川貴史 （大分三好）           | ジェームス・オンテレ （大分三好） | 岡村義郎 （富士通）           | 池田龍之介 （大分三好）         | ジェームス・オンテレ （大分三好） | 奥村航 （つくばユナイテッド）   | 岡村義郎 （富士通）         | 中道元貴 （警視庁）       | 吉野淳 （つくばユナイテッド）   |

## 女子

### リーグ順位
- ■はプレミアリーグ（Vリーグ）への昇格チーム
- ■は入れ替え戦の結果下部リーグへの降格チーム
- ■は入れ替え戦の結果残留したチーム
- ■は2015/16よりチャレンジリーグIIへの参入が決定したチーム
- ■は休部・廃部・脱退チーム

#### V1リーグ
| 回 / シーズン    | 1位            | 2位            | 3位          | 4位          | 5位               | 6位               | 7位          | 8位               |
| ---------------- | -------------- | -------------- | ------------ | ------------ | ----------------- | ----------------- | ------------ | ----------------- |
| 第1回（1998/99） | JT             | 東北パイオニア | NTT関西神戸  | 久光製薬鳥栖 | 朝日生命          | NEC関西           | 北越銀行     | 武田薬品          |
| 第2回（1999/00） | 東北パイオニア | NTT西日本      | 茂原         | 久光製薬鳥栖 | 朝日生命          | 武田薬品          | トヨタ車体   | KUROBE            |
| 第3回（2000/01） | 日立佐和       | 茂原           | NTT西日本    | 久光製薬鳥栖 | 武田薬品          | トヨタ車体        | 石川島播磨呉 | KUROBE            |
| 第4回（2001/02） | 日立佐和       | NTT西日本      | 茂原         | ソニー大崎   | トヨタ車体        | 石川島播磨呉      | KUROBE       | -                 |
| 第5回（2002/03） | JT             | 茂原           | KUROBE       | 三洋電機大阪 | トヨタ車体        | 石川島播磨呉      | PFU          | 柏                |
| 第6回（2003/04） | KUROBE         | PFU            | トヨタ車体   | 三洋電機大阪 | 柏                | 上尾中央 総合病院 | 大野石油広島 | -                 |
| 第7回（2004/05） | 三洋電機大阪   | トヨタ車体     | KUROBE       | PFU          | 上尾中央 総合病院 | 大野石油広島      | 柏           | 健祥会            |
| 第8回（2005/06） | トヨタ車体     | PFU            | 三洋電機大阪 | KUROBE       | 健祥会            | 大野石油広島      | 柏           | 上尾中央 総合病院 |

#### チャレンジリーグ
| シーズン | 1位           | 2位      | 3位           | 4位           | 5位           | 6位           | 7位           | 8位                | 9位           | 10位          | 11位  | 12位 |
| -------- | ------------- | -------- | ------------- | ------------- | ------------- | ------------- | ------------- | ------------------ | ------------- | ------------- | ----- | ---- |
| 2006 /07 | 三洋電機 大阪 | PFU      | 上尾          | 大野石油 広島 | 健祥会        | KUROBE        | 柏            | 栗山米菓 B・BStars | -             | -             | -     | -    |
| 2007 /08 | 健祥会        | PFU      | 上尾          | 三洋電機      | 大野石油 広島 | 四国 Eighty 8 | 柏            | KUROBE             | -             | -             | -     | -    |
| 2008 /09 | PFU           | 三洋電機 | 上尾          | 大野石油 広島 | 四国 Eighty 8 | 健祥会        | KUROBE        | 柏                 | 熊本          | GSS           | -     | -    |
| 2009 /10 | 日立佐和      | 上尾     | 三洋電機      | 健祥会        | KUROBE        | 大野石油 広島 | PFU           | 柏                 | 熊本          | 四国 Eighty 8 | Befco | GSS  |
| 2010 /11 | 上尾          | 日立     | PFU           | 三洋電機      | KUROBE        | 健祥会        | 四国 Eighty 8 | 柏                 | 大野石油 広島 | 熊本          | Befco | GSS  |
| 2011 /12 | 日立          | 上尾     | KUROBE        | 大野石油 広島 | PFU           | 三洋電機      | 健祥会        | 熊本               | 仙台          | 柏            | Befco | GSS  |
| 2012 /13 | 上尾          | 日立     | 大野石油 広島 | PFU           | KUROBE        | 仙台          | JAぎふ        | 柏                 | 熊本          | GSS           | -     | -    |
| 2013 /14 | デンソー      | 上尾     | PFU           | KUROBE        | 大野石油 広島 | 仙台          | 柏            | JAぎふ             | 熊本          | GSS           | -     | -    |
| 2014 /15 | JT            | PFU      | 大野石油 広島 | KUROBE        | JAぎふ        | 仙台          | 熊本          | 柏                 | GSS           | トヨタ自動車  | -     | -    |

### 個人賞

#### V1リーグ
| 回 / シーズン    | 最優秀/最高殊勲選手賞       | 殊勲賞                        | 敢闘賞                        | 新人賞                        | 得点王                                      | スパイク賞                  | ブロック賞                | サーブ賞                               | サーブレシーブ賞          |
| ---------------- | --------------------------- | ----------------------------- | ----------------------------- | ----------------------------- | ------------------------------------------- | --------------------------- | ------------------------- | -------------------------------------- | ------------------------- |
| 第1回（1998/99） | 川岡美由紀 （JT）           | 平美由紀 （JT）               | 大谷佐知子 （東北パイオニア） | 齊藤綾 （北越銀行）           | ユデルキス・バウティスタ （東北パイオニア） | 椿本真恵 （久光製薬）       | 桝谷孝子 （NEC関西）      | 齊藤綾 （北越銀行）                    | -                         |
| 第2回（1999/00） | 椿本真恵 （東北パイオニア） | 斎藤真由美 （東北パイオニア） | 藤田涼子 （NTT西日本）        | 北島真紀子 （久光製薬）       | 神蔵なほ子 （朝日生命）                     | 椿本真恵 （東北パイオニア） | 仁木希 （NTT西日本）      | 橋口かおり （茂原アルカス）            | -                         |
| 第3回（2000/01） | 板橋恵 （日立佐和）         | 馬場美保 （日立佐和）         | 吉田千絵 （茂原アルカス）     | 田口恵 （茂原アルカス）       | 仁木希 （NTT西日本）                        | 角田真由美 （茂原アルカス） | 飯田香理 （日立佐和）     | 仁木希 （NTT西日本）                   | 梅尾智香 （石川島播磨呉） |
| 第4回（2001/02） | 山田自子 （日立佐和）       | 後藤恵里 （日立佐和）         | 青木淳子 （NTT西日本）        | -                             | 仁木希 （NTT西日本）                        | 山田自子 （日立佐和）       | 藤田涼子 （NTT西日本）    | 吉田千絵 （茂原アルカス）              | 平上明代 （NTT西日本）    |
| 第5回（2002/03） | 谷口雅美 （JT）             | 江藤直美 （JT）               | 辻知恵 （茂原アルカス）       | 山元瞳 （三洋電機大阪）       | 黒岩美由紀 （三洋電機大阪）                 | 角田真由美 （茂原アルカス） | 江藤直美 （JT）           | 吉田千絵 （茂原アルカス）              | 朝倉香苗 （JT）           |
| 第6回（2003/04） | 丸山舞子 （KUROBE）         | 清水亜寿里 （KUROBE）         | 大端みゆき （PFU）            | 餅田千佳 （PFU）              | 鶴田敦子 （上尾中央総合病院）               | 上松美菜 （PFU）            | 嶋田美樹 （三洋電機大阪） | 古藤あやか （PFU）                     | 畑中宏美 （三洋電機大阪） |
| 第7回（2004/05） | 丸山舞子 （三洋電機大阪）   | 増田美由紀 （三洋電機大阪）   | 西美佳 （トヨタ車体）         | 西田美紀 （上尾中央総合病院） | 鶴田敦子 （上尾中央総合病院）               | 上松美菜 （PFU）            | 嶋田美樹 （三洋電機大阪） | 古藤あやか （PFU）                     | 大野恵 （柏エンゼル）     |
| 第8回（2005/06） | 高橋翠 （トヨタ車体）       | 野元葉月 （トヨタ車体）       | 佐々木侑 （PFU）              | 城戸浩子 （健祥会）           | 谷口由美恵 （健祥会）                       | 高橋翠 （トヨタ車体）       | 嶋田美樹 （三洋電機大阪） | カルボナリ・マリステラ・ナオミ （PFU） | -                         |

#### チャレンジリーグ
| シーズン | 優勝監督賞                | 最優秀/最高殊勲選手賞             | 敢闘賞                        | 新人賞                | 得点王                            | スパイク賞                        | ブロック賞                    | サーブ賞                          | サーブレシーブ賞          |
| -------- | ------------------------- | --------------------------------- | ----------------------------- | --------------------- | --------------------------------- | --------------------------------- | ----------------------------- | --------------------------------- | ------------------------- |
| 2006/07  | 藤本幹朗 （三洋電機大阪） | 村上友香 （三洋電機大阪）         | 古藤千鶴 （PFU）              | 伊藤睦美 （KUROBE）   | 佐々木侑 （PFU）                  | 石原亜希菜 （PFU）                | 佐藤奈美 （栗山米菓）         | 山元瞳 （三洋電機大阪）           | 松田直子 （健祥会）       |
| 2007/08  | 佐々木充 （健祥会）       | 谷口由美恵 （健祥会）             | 佐々木侑 （PFU）              | 関舞 （上尾）         | シダルカ・ヌネス （上尾）         | シダルカ・ヌネス （上尾）         | 村上菜央 （KUROBE）           | 河合真希 （PFU）                  | 仁里奈那美 （四国）       |
| 2008/09  | 大津躍 （PFU）            | 古藤千鶴 （PFU）                  | 畑中宏美 （三洋電機）         | 中野清香 （三洋電機） | アルタグラシア・マンブル （上尾） | アルタグラシア・マンブル （上尾） | 福田みつ子 （上尾）           | 張芳赫 （KUROBE）                 | 阪根範栄 （大野石油広島） |
| 2009/10  | 菅原貞敬 （日立佐和）     | 藤崎朱里 （日立佐和）             | 庄司夕起 （上尾）             | 松浦麻琴 （日立佐和） | 木村亜沙美 （熊本）               | 藤崎朱里 （日立佐和）             | 庄司夕起 （上尾）             | 細川麻美 （上尾）                 | 中村かおり （日立佐和）   |
| 2010/11  | 吉田敏明 （上尾）         | 庄司夕起 （上尾）                 | 遠井萌仁 （日立）             | 皆本明日香 （上尾）   | 中野清香 （三洋電機）             | 石田小枝 （日立）                 | 門間希 （Befco）              | 長野仁美 （健祥会）               | 中村かおり （日立）       |
| 2011/12  | 濱田義弘 （日立）         | 江畑幸子 （日立）                 | 皆本明日香 （上尾）           | 岩永麻里江 （PFU）    | 川上真央 （PFU）                  | フランシーヌ・フールマン （日立） | 安藤典莉子 （上尾）           | 江畑幸子 （日立）                 | 田中弓貴 （KUROBE）       |
| 2012/13  | 吉田敏明 （上尾）         | オレーナ・ウスティメンコ （上尾） | 高橋沙織 （日立）             | 吉村志穂 （上尾）     | 田中涼子 （大野石油広島）         | ジェニファー・ドリス （日立）     | ジェニファー・ドリス （日立） | オレーナ・ウスティメンコ （上尾） | 佐藤あり紗 （日立）       |
| 2013/14  | 辻健志 （デンソー）       | 井上香織 （デンソー）             | ナンシー・メットカフ （上尾） | 彌永衣利 （PFU）      | ナンシー・メットカフ （上尾）     | ジェニファー・ドリス （PFU）      | ジェニファー・ドリス （日立） | 重松史乃 （GSS）                  | 関舞 （上尾）             |
| 2014/15  | 尾崎侯 （JT）             | 奥村麻依 （JT）                   | ジェニファー・ドリス （PFU）  | 和才奈々美 （KUROBE） | 佐藤優花 （トヨタ自動車）         | 奥村麻依 （JT）                   | 奥村麻依 （JT）               | オヌマー・シッティラック （JT）   | 駒井士峰 （KUROBE）       |